# Bonang (Panyingkiran)
Bonang is een bestuurslaag in het regentschap Majalengka van de provincie West-Java, Indonesië. Bonang telt 3036 inwoners (volkstelling 2010).